# Suikertang

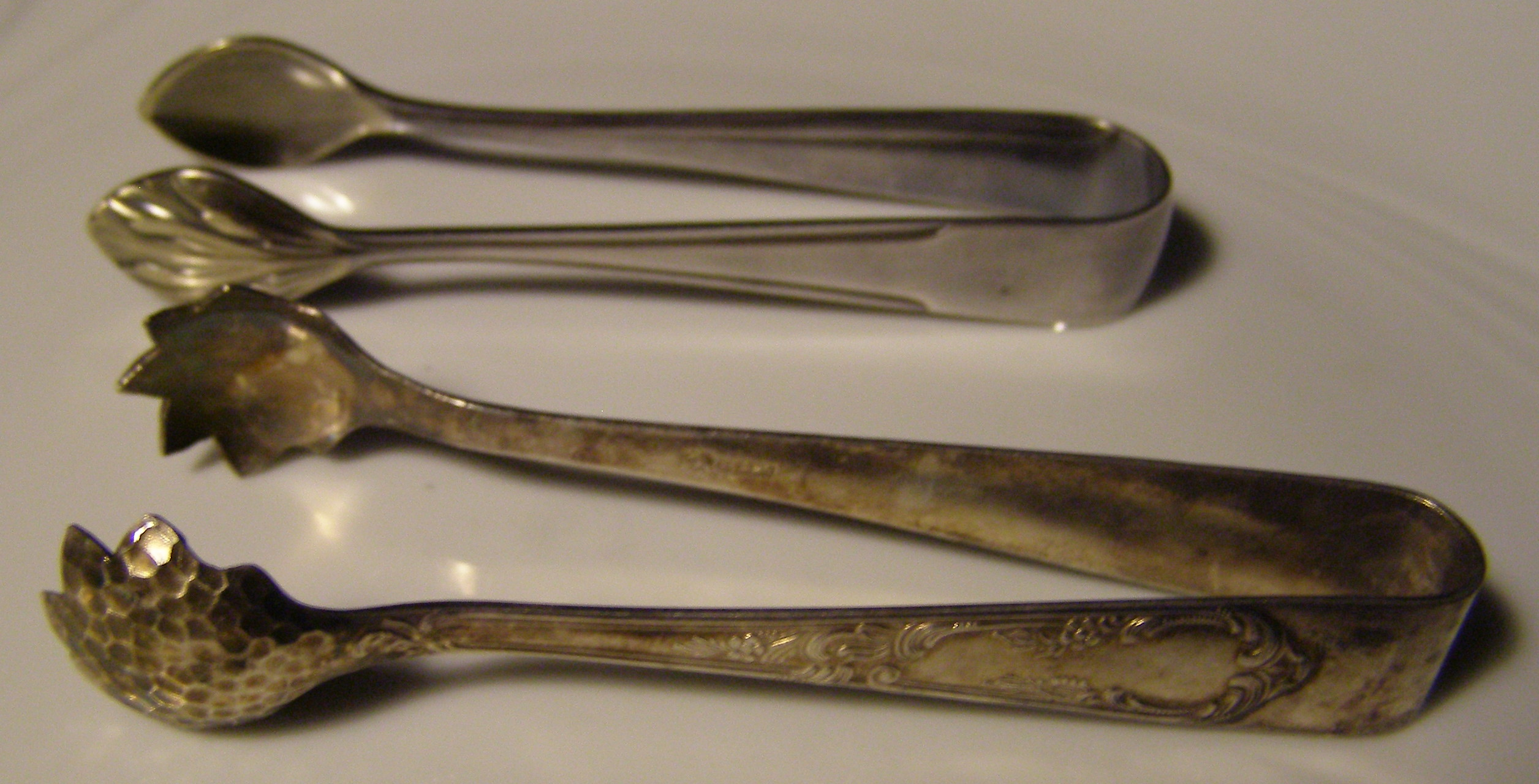
Twee suikertangen.

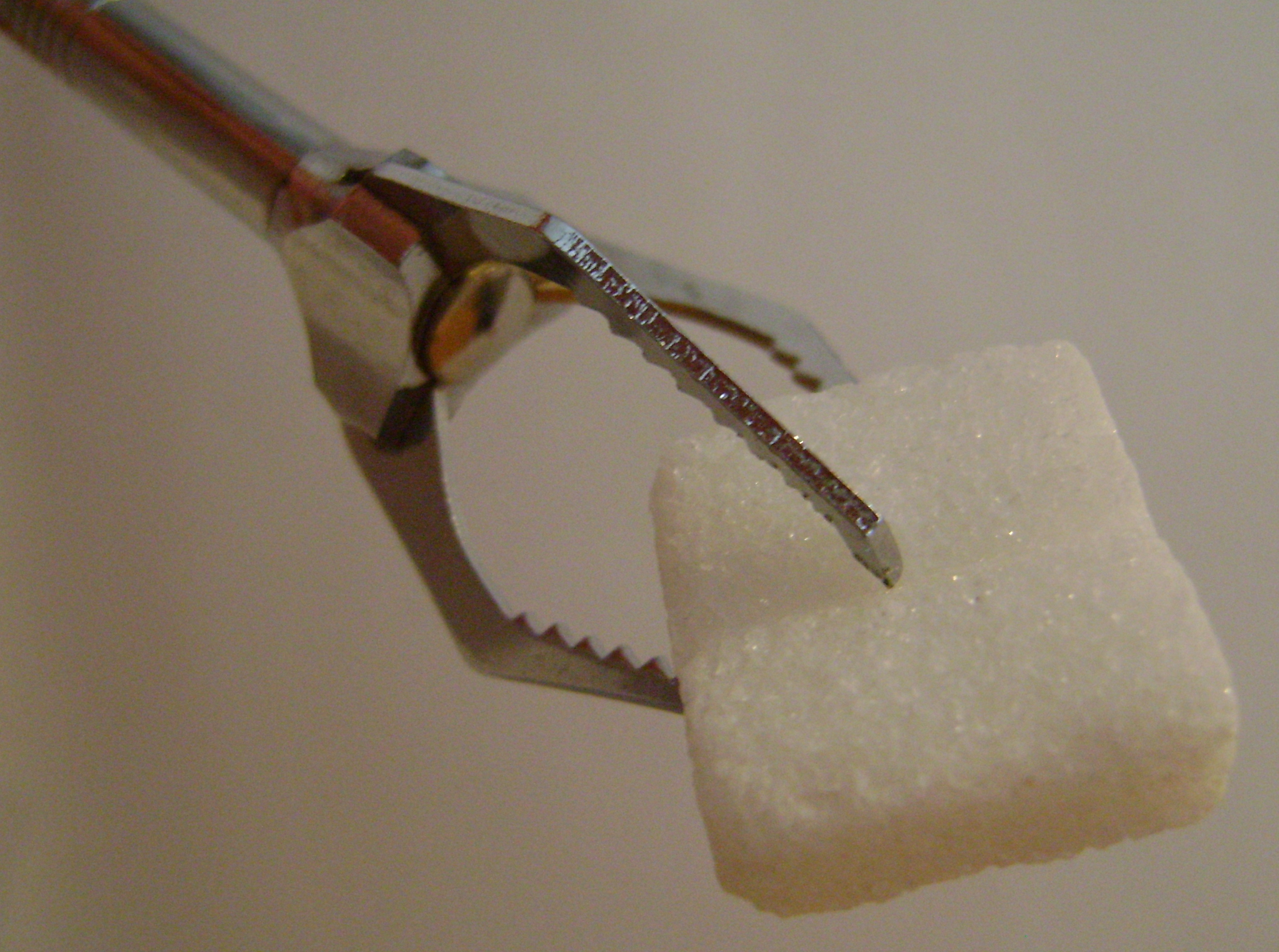
Een mechanische suikertang met een suikerklontje.

Een suikertang of klontjestang is een tang om een suikerklontje of kandij op te pakken zonder de suiker met de handen aan te hoeven raken. Een suikertang wordt vaak bewaard in een suikerkom en is onderdeel van een theeservies. Een suikertang bestaat meestal uit een enkele metalen band die aan het hoofd gebogen is zodat deze werkt als een veer. De uiteinden van de tang zijn meestal klauw- of lepelvormig zodat er voldoende grip is om het suikerklontje goed te kunnen vastpakken. Suikertangen kunnen ook mechanische grijphaakjes hebben, die open- en dichtgeklapt kunnen worden. Op die manier wordt een nog betere grip gewaarborgd.
Van oudsher worden suikertangen vervaardigd in zilver, al worden er tegenwoordig ook andere materialen gebruikt. De eerste suikertangen werden vervaardigd rond 1770 in Londen. Deze suikertangen waren rijkelijk versierd met graveringen. Het graveren van suikertangen ebde vanaf 1820 langzaam weg.